# Забагонский, Семён Александрович
Семён Александрович Забагонский (1 [14] января 1910 — 27 января 1955) — помощник командира взвода пешей разведки 835-го стрелкового полка 237-й стрелковой дивизии 40-й армии Воронежского фронта, сержант, Герой Советского Союза.

## Биография
Родился 1 (14) января 1910 года в деревне Залучье в семье крестьянина. Белорус. Образование начальное. Работал в колхозе.
В сентябре 1941 года призван в ряды Красной Армии. В том же году направлен в действующую армию. Воевал на Воронежском фронте. Член ВКП(б)/КПСС с 1944 года.
22 сентября 1943 года 237-я стрелковая дивизия 40-й армии достигла Днепра севернее Ржищева в районе Букринской излучины. Противоположный берег зловеще молчал. Командир полка решил отправить туда разведчиков.
В ночь на 24 сентября 1943 года помощник командира взвода пешей разведки 835-го стрелкового полка сержант 3абагонский во главе группы разведчиков первым переправился на правый берег Днепра в районе села Гребени Кагарлыкского района Киевской области.
Смельчаки обследовали берег, выбрали места, удобные для высадки, и поднялись на откос. На рассвете они обнаружили большую группу гитлеровцев и, подпустив её на близкое расстояние, в короткой схватке уничтожили. Забагонский во время поиска и ликвидации группы фашистов проявил инициативу и бесстрашие.
Когда берег был свободен, сержант 3абагонский световыми сигналами указал место для причаливания лодок и плотов. Утром началась переправа. Бойцы форсировали реку, захватили плацдарм и прочно удерживали его, отбив все контратаки противника.
Указом Президиума Верховного Совета СССР от 23 октября 1943 года за мужество и героизм, проявленные при форсировании Днепра и удержании плацдарма на его правом берегу, сержанту Забагонскому Семёну Александровичу присвоено звание Героя Советского Союза с вручением ордена Ленина и медали «Золотая Звезда» (№ 2013).
После окончания войны работал старшим лесообъездчиком райлесхоза в Томской области. В 1951 году переехал в деревню Екатериновка Всеволожского района Ленинградской области, работал лесничим.
Умер 27 января 1955 года. Похоронен на Большеохтинском кладбище Санкт-Петербурга.
Награждён орденом Ленина, медалями.

## Память
- В деревне Залучье установлен памятный знак Герою.
- Улица в посёлке Екатериновка Всеволожского района Ленинградской области.